# La prima volta (programma televisivo)
La prima volta è stato un programma televisivo italiano, condotto da Cristina Parodi e andato in onda dal 23 settembre 2018 al 19 maggio 2019 su Rai 1. Il programma è stato trasmesso dallo studio 1 del Centro di produzione Rai di Torino per la regia di Fabrizio Guttuso Alaimo.

## Format
La prima volta era un contenitore domenicale in cui Cristina Parodi raccontava, attraverso immagini e testimonianze, "la prima volta" di persone comuni. Ogni persona firmava il Libro delle prime volte, in cui venivano raccolte le testimonianze.

## Edizioni
| Edizione | Inizio            | Fine           | Conduzione      | Regia                   | Media ascolti | Share  | Studio                                          |
| -------- | ----------------- | -------------- | --------------- | ----------------------- | ------------- | ------ | ----------------------------------------------- |
| 1        | 23 settembre 2018 | 19 maggio 2019 | Cristina Parodi | Fabrizio Guttuso Alaimo | 1.966.000     | 10,81% | Studio 1 del Centro di produzione Rai di Torino |

## Ascolti
| Puntata | Messa in onda     | Telespettatori | Share  | Ospiti                                                      |
| ------- | ----------------- | -------------- | ------ | ----------------------------------------------------------- |
| 1ª      | 23 settembre 2018 | 1.634.000      | 13,64% | -                                                           |
| 2ª      | 30 settembre 2018 | 1.725.000      | 13,61% | -                                                           |
| 3ª      | 7 ottobre 2018    | 1.720.000      | 12,96% | -                                                           |
| 4ª      | 14 ottobre 2018   | 1.756.000      | 13,70% | -                                                           |
| 5ª      | 21 ottobre 2018   | 1.735.000      | 12,10% | -                                                           |
| 6ª      | 28 ottobre 2018   | 2.199.000      | 12,75% | -                                                           |
| 7ª      | 11 novembre 2018  | 1.740.000      | 10,60% | -                                                           |
| 8ª      | 18 novembre 2018  | 1.962.000      | 12,30% | -                                                           |
| 9ª      | 25 novembre 2018  | 2.010.000      | 12,00% | -                                                           |
| 10ª     | 2 dicembre 2018   | 1.828.000      | 11,60% | -                                                           |
| 11ª     | 9 dicembre 2018   | 1.806.000      | 11,50% | Raimondo Todaro                                             |
| 12ª     | 23 dicembre 2018  | 1.920.000      | 13,60% | -                                                           |
| 13ª     | 30 dicembre 2018  | 2.041.000      | 13,71% | Carla Gozzi, Antonio Capitani                               |
| 14ª     | 6 gennaio 2019    | 2.318.000      | 14,24% | Alba Parietti                                               |
| 15ª     | 13 gennaio 2019   | 2.076.000      | 12,21% | Ivan Cotroneo, Emanuela Folliero                            |
| 16ª     | 20 gennaio 2019   | 1.937.000      | 11,50% | Sal Da Vinci, Giorgio Mastrota                              |
| 17ª     | 27 gennaio 2019   | 1.981.000      | 11,11% | Alice Rachele Arlanch, Carlotta Maggiorana, Stefania Bivone |
| 18ª     | 3 febbraio 2019   | 1.907.000      | 10,97% | Lino Guanciale                                              |
| 19ª     | 17 febbraio 2019  | 2.016.000      | 12,72% | Paola Iezzi, Luca Dondoni, Fio Zanotti                      |
| 20ª     | 24 febbraio 2019  | 1.926.000      | 11,43% | -                                                           |
| 21ª     | 3 marzo 2019      | 1.906.000      | 13,10% | -                                                           |
| 22ª     | 10 marzo 2019     | 1.692.000      | 10,80% | Samanta Togni                                               |
| 23ª     | 17 marzo 2019     | 1.693.000      | 11,32% | Gigi e Ross                                                 |
| 24ª     | 24 marzo 2019     | 1.664.000      | 12,77% | Manuel Casella                                              |
| 25ª     | 31 marzo 2019     | 1.505.000      | 11,20% | Massimiliano Rosolino                                       |
| 26ª     | 7 aprile 2019     | 1.750.000      | 11,91% | -                                                           |
| 27ª     | 14 aprile 2019    | 1.844.000      | 11,81% | Marta Flavi, Marco Carta                                    |
| 28ª     | 28 aprile 2019    | 1.519.000      | 10,91% | Carolina Kostner, Lorenzo Baglioni                          |
| 29ª     | 5 maggio 2019     | 1.810.000      | 11,49% | Valerio Scanu                                               |
| 30ª     | 12 maggio 2019    | 1.764.000      | 11,55% | -                                                           |
| 31ª     | 19 maggio 2019    | 1.897.000      | 12,46% | Sergio Friscia, Vanni Oddera                                |